# Список умерших в 1991 году
В этой статье представлен список известных людей, умерших в 1991 году.

## Январь
- 3 января — Иван Залищенко (71) — Герой Социалистического Труда.
- 4 января — Юозас Балтушис (81) — литовский советский писатель и сценарист, публицист, общественный и государственный деятель.
- 5 января — Вячеслав Гриднев (92) — генерал-майор КГБ СССР, участник Гражданской, Великой Отечественной и советско-японской войн.
- 5 января — Иван Ром-Лебедев (86) — советский актёр, драматург и гитарист.
- 6 января — Сергей Сархошев (77) — Герой Советского Союза.
- 7 января — Кондрат Крапива (94) — белорусский советский писатель, поэт, сатирик, драматург, переводчик.
- 9 января — Салатын Азиз кызы Аскерова (29) — азербайджанская журналистка, корреспондент газеты «Молодежь Азербайджана» в Баку, Национальный Герой Азербайджана.
- 11 января — Карл Давид Андерсон (85) — американский физик-экспериментатор, известный открытием позитрона (за что удостоен Нобелевской премии по физике в 1936 году).
- 12 января — Алексей Петров (72) — Полный кавалер Ордена Славы.
- 14 января — Пётр Грищенко (82) — украинский советский военный деятель (ВМФ), кавалер нескольких орденов, в том числе ордена Отечественной войны I степени (1942); автор книги воспоминаний «Схватка под водой» и др.
- 14 января — Лютфи Сарымсакова (94) — советская узбекская актриса театра и кино, певица. Народная артистка СССР.
- 17 января — Улаф V (87) — король Норвегии с 1957 года, сын Хокона VII.
- 18 января — Юрий Гусев (54) — советский актёр.
- 18 января — Георгий Сурнин (73) — Герой Советского Союза.
- 19 января — Елубай Тайбеков (90) — казахский советский государственный деятель, председатель Совета Министров Казахской ССР.
- 20 января — Андрей Русаков (67) — советский футболист, игрок в хоккей с шайбой и с мячом, полузащитник.
- 20 января — Андрис Слапиньш (41) — латвийский кинооператор и режиссёр-документалист.
- 21 января — Григорий Рудаков (65) — советский учёный области комплексной механизации хлопководства, академик ВАСХНИЛ.
- 22 января — Дмитрий Кудрин (82) — Герой Советского Союза.
- 24 января — Джек Шефер (83) — американский писатель, автор вестернов.
- 25 января — Софья Павлова (64) — советская актриса.
- 26 января — Михаил Пляцковский (55) — русский поэт-песенник, драматург.
- 28 января — Иван Приходько (80) — Герой Социалистического Труда.
- 28 января — Александр Слухоцкий (78) — доктор технических наук.
- 29 января — Иван Исаков (67) — Герой Советского Союза.
- 29 января — Пётр Рогозин (90) — Герой Советского Союза.
- 30 января — Сергей Казменко (36) — русский советский писатель-фантаст[1].
- 30 января — Александр Фёдоров (72) — Герой Советского Союза.
- 31 января — Виктор Карасёв (72) — Герой Советского Союза.

## Февраль
- 1 февраля — Егор Костицын (71) — Герой Советского Союза.
- 1 февраля — Евгений Мясников (70) — Герой Советского Союза.
- 1 февраля — Герцель Розенблюм (87) — израильский журналист и политик.
- 2 февраля — Степан Карнач (72) — Герой Советского Союза.
- 2 февраля — Василий Ситников (66) — Герой Советского Союза.
- 2 февраля — Георгий Сыромятников (64) — литературовед, литературный критик.
- 3 февраля — Элизар Зелях — учёный-электротехник, доктор технических наук, профессор, автор трёх монографий и 38 патентов.
- 3 февраля — Сыдык Мухамеджанов (66) — казахский советский композитор, народный артист СССР.
- 4 февраля — Роман Лапин (89) — подполковник Советской Армии, участник Великой Отечественной войны, Герой Советского Союза.
- 5 февраля — Пётр Андреев (68) — участник Великой Отечественной войны, Герой Советского Союза.
- 5 февраля — Василий Петрюк (68) — участник Великой Отечественной войны, Герой Советского Союза.
- 6 февраля — Морис Слободской (77) — русский советский прозаик, драматург, сценарист, поэт.
- 8 февраля — Алексей Князев (78) — священнослужитель, Западноевропейский экзархат русских приходов в составе Константинопольской православной церкви, протопресвитер, богослов.
- 8 февраля — Анатолий Попов (73) — участник Великой Отечественной войны, Герой Советского Союза.
- 8 февраля — Семен Шевченко — артиллерист, полный кавалер ордена Славы.
- 9 февраля — Аркадий Мигдал (79) — советский физик-теоретик, академик АН СССР.
- 9 февраля — Анатолий Тимошенко (76) — участник Великой Отечественной войны, Герой Советского Союза.
- 10 февраля — Борис Крыжановский (61) — украинский кинодраматург, кинорежиссёр, кинокритик.
- 10 февраля — Максим Синенко (88) — советский военный деятель.
- 12 февраля — Фёдор Артемьев (77) — участник Великой Отечественной войны, Герой Советского Союза.
- 12 февраля — Владимир Саломатин (72) — участник Великой Отечественной войны, Герой Советского Союза.
- 13 февраля — Николай Бобровников (88) — советский партийный деятель. председатель Исполнительного комитета Московского городского Совета (1956—1961).
- 13 февраля — Александр Орлов (70) — Полный кавалер Ордена Славы.
- 13 февраля — Арно Брекер (90) — Немецкий скульптор
- 15 февраля — Фёдор Лебедев (68) — Герой Советского Союза.
- 15 февраля — Николай Рудомётов (68) — Герой Советского Союза.
- 15 февраля — Иван Шкадов (77) — Герой Советского Союза.
- 16 февраля — Иван Кандауров — Подполковник внутренней службы. Один из первых руководителей калининградской милиции.
- 17 февраля — Николай Сташек (76) — Герой Советского Союза.
- 18 февраля — Георгий Меновщиков (79) — советский языковед, фольклорист, доктор филологических наук.
- 20 февраля — Василий Новожилов (78) — Герой Советского Союза.
- 21 февраля — Нутан Бехл (54) — индийская киноактриса.
- 22 февраля — Андрей Енжиевский — младший лейтенант Советской Армии, участник Великой Отечественной войны, Герой Советского Союза.
- 23 февраля — Николай Кабалин (70) — участник Великой Отечественной войны, Герой Советского Союза.
- 23 февраля — Александр Калиновский (89) — советский хозяйственный, военный, государственный и политический деятель.
- 23 февраля — Сергей Пивоваров (76) — участник Великой Отечественной войны, Герой Советского Союза.
- 23 февраля — Пётр Цыганков (68) — участник Великой Отечественной войны, Герой Советского Союза.
- 24 февраля — Алексей Лукьянов (80) — советский эрзянский поэт, прозаик, журналист.
- 24 февраля — Александр Малышев (74) — участник Великой Отечественной войны, Герой Советского Союза.
- 24 февраля — Виктор Симанчук (68) — участник Великой Отечественной войны, Герой Советского Союза.
- 24 февраля — Паулюс Славенас (89) — советский и литовский астроном, математик, историк и философ науки, педагог и организатор науки в Литве.
- 24 февраля — Николай Федоричев (67) — участник Великой Отечественной войны, Герой Советского Союза.
- 25 февраля — Александр Бовин (86) — советский государственный и партийный деятель, министр лесной — лесной и бумажной промышленности РСФСР (1947—1948).
- 26 февраля — Дмитрий Никулочкин (66) — советский нефтепереработчик.
- 26 февраля — Алексей Росляков (67) — участник Великой Отечественной войны, Герой Советского Союза.
- 27 февраля — Дмитрий Лазарев (68) — участник Великой Отечественной войны, Герой Советского Союза.

## Март
- 2 марта — Утемис Алдабергенов (73) — советский политический деятель, председатель Исполнительного комитета Актюбинского областного Совета (1960—1963).
- 2 марта — Серж Генсбур (62) — французский поэт, композитор, автор и исполнитель песен, актёр и режиссёр.
- 2 марта — Григорий Головин (76) — Герой Советского Союза.
- 2 марта — Леонид Марков (63) — советский и российский актёр театра и кино, народный артист СССР (1985).
- 4 марта — Сергей Баруздин (64) — русский советский писатель.
- 5 марта — Евгений Губин (68) — Герой Советского Союза.
- 5 марта — Василий Матаков (72) — Герой Советского Союза.
- 7 марта — Николай Зайцев — советский военачальник, участник Великой Отечественной войны. Генерал-майор.
- 10 марта — Владимир Дутов (84) — видный советский военный финансист, генерал-полковник интендантской службы, Герой Социалистического Труда.
- 11 марта — Георгий Георгиу (75) — советский и российский актёр театра и кино, заслуженный артист РСФСР
- 12 марта — Василий Иванов — Герой Советского Союза.
- 12 марта — Константин Рыков (82) — Герой Советского Союза.
- 12 марта — Василий Фищук (69) — Герой Советского Союза.
- 13 марта — Михаил Андреев (76) — Герой Советского Союза.
- 14 марта — Михаил Годенко (71) — выдающийся советский хореограф, балетмейстер, артист балета. Народный артист СССР.
- 14 марта — Александр Карасёв (74) — советский военный деятель, лётчик-истребитель, участник и ветеран Великой Отечественной войны.
- 15 марта — Иван Бочаров (72) — участник Великой Отечественной войны, Герой Советского Союза.
- 15 марта — Дмитрий Доценко (77) — подполковник Советской Армии, участник Великой Отечественной войны, Герой Советского Союза.
- 15 марта — Сергей Пономарёв — участник Великой Отечественной войны, Герой Советского Союза.
- 16 марта — Жан Беллетт (82) — австралийская художница.
- 16 марта — Джеймс Дарси Фримен (83) — австралийский кардинал.
- 16 марта — Латаша Харлинс (15) — американская девочка-подросток, убийство которой привело к бунту в Лос-Анджелесе в 1992 году.
- 17 марта — Иван Воробьёв (69) — советский военный лётчик, дважды Герой Советского Союза.
- 20 марта — Леонид Голубев (78) — Герой Советского Союза.
- 20 марта — Иван Самохин (65) — Герой Советского Союза.
- 22 марта — Александр Бениаминов (87) — советский актёр театра и кино, народный артист РСФСР.
- 22 марта — Виктор Кузнецов (77) — советский учёный в области прикладной механики и автоматического управления.
- 22 марта — Александр Попов (69) — участник Великой Отечественной войны, Герой Советского Союза.
- 23 марта — Иван Малашинин (64) — советский военный деятель.
- 24 марта — Сэр Джон Роберт Керр (76) — британский государственный деятель, генерал-губернатор Австралии (1974—1977).
- 25 марта — Сергей Архипов (94) — советский художник, педагог. Член Союза художников РСФСР; почётный гражданин города Мичуринска.
- 25 марта — Виталий Голубев (65) — советский футболист и тренер, обладатель Кубка СССР.
- 25 марта — Флориан Коцюбинский (70) — украинский советский скульптор, заслуженный деятель искусств УССР.
- 25 марта — Валерий Рыжков (72) — Герой Советского Союза.
- 27 марта — Игорь Рёмин (51) — советский футболист, защитник.
- 27 марта — Алексей Фадеев (68) — Герой Советского Союза.
- 28 марта — Аркадий Салтыков (77) — Полный кавалер ордена Славы.
- 29 марта — Леонтий Яковенко (81) — Герой Советского Союза.
- 30 марта — Михаил Родичев (79) — Герой Советского Союза.
- 31 марта — Иосиф Герасимов (68) — русский советский писатель, журналист, драматург и киносценарист.

## Апрель
- 1 апреля — Сергей Гребенский (77) — Герой Советского Союза.
- 1 апреля — Рина Зелёная (89) — советская актриса эстрады, театра и кино, народная артистка РСФСР (1970).
- 1 апреля — Марта Грэхем (96) — американская танцовщица, хореограф, педагог и режиссёр.
- 1 апреля — Моисей Мартынов (81) — Герой Советского Союза.
- 1 апреля — Георгий Чефранов (69) — доктор философских наук, профессор Таганрогского радиотехнического института.
- 2 апреля — Иван Дергачёв (79) — советский литературовед.
- 2 апреля — Абрам Свердлов (78) — Герой Советского Союза.
- 3 апреля — Грэм Грин (86)— английский писатель.
- 3 апреля — Иван Ёлкин (67) — Герой Советского Союза.
- 3 апреля — Александр Ковалишин (68)— сельскохозяйственный деятель, депутат Верховного Совета РСФСР.
- 4 апреля — Мирьям Бернштейн-Коган (95) — израильская актриса.
- 4 апреля — Макс Фриш (79) — швейцарский писатель.
- 5 апреля — Анатолий Краснов-Левитин (75) — церковный писатель, диссидент. Деятель обновленчества.
- 5 апреля — Иссак Минц (95) — советский историк.
- 5 апреля — Уильям Филип Сидни (81) — британский государственный деятель, генерал-губернатор Австралии (1961—1965).
- 5 апреля — Джон Тауэр (61) — бывший сенатор от республиканской партии США; авиакатастрофа.
- 5 апреля — Санни Картер (43) — астронавт; авиакатастрофа.
- 7 апреля — Олег Бабак (24) — Герой Советского Союза.
- 7 апреля — Боб Бриссенден (63) — австралийский поэт, прозаик, критик и учёный.
- 8 апреля — Пер Ингве Олин (22) — шведский музыкант; вокалист норвежской блэк-метал группы Mayhem; самоубийство.
- 9 апреля — Иван Бражников (75) — Герой Советского Союза.
- 9 апреля — Фёдор Гущин (66) — Герой Советского Союза.
- 10 апреля — Вера Морозова (87) — российский скульптор, первая женщина-скульптор в Башкирии, автор первого скульптурного изображения Антона Чехова в СССР.
- 12 апреля — Стасис Сантварас (88) — литовский поэт, драматург, переводчик, оперный певец.
- 12 апреля — Алексей Царёв (74) — Герой Советского Союза.
- 13 апреля — Вильгельм Ланцки-Отто (82) — датский валторнист, пианист и музыкальный педагог.
- 14 апреля — Семен Васягин (81) — политический работник советских Вооружённых сил, генерал армии.
- 14 апреля — Анатолий Гречаный (83) — советский актёр.
- 14 апреля — Иосеф Ткоа (66) — израильский дипломат.
- 16 апреля — Николай Кутузов (75) — советский военный деятель, вице-адмирал-инженер, участник Великой Отечественной войны.
- 16 апреля — Дэвид Лин (83) — известный британский кинорежиссёр («Лоуренс Аравийский», «Доктор Живаго» и др. фильмы).
- 17 апреля — Иван Федорин (68) — Герой Советского Союза.
- 19 апреля — Георгий Курбатов (72) — участник Великой Отечественной войны, Герой Советского Союза.
- 20 апреля — Михаил Друскин (86) — музыковед, пианист, педагог. Доктор искусствоведения.
- 21 апреля — Вилли Босковски (81) — австрийский скрипач и дирижёр.
- 21 апреля — Юрий Даденков (79) — советский учёный в области механики.
- 22 апреля — Михаил Месхи (54) — знаменитый советский футболист, нападающий.
- 23 апреля — Дмитрий Космович (81) — белорусский военный и политический деятель, начальник полиции в Смоленске в годы Второй мировой войны, руководитель антисоветской организации «Белорусский Освободительный Фронт».
- 23 апреля — Степан Кузаков (76) — участник Великой Отечественной войны, Герой Советского Союза.
- 23 апреля — Сергей Шпаковский (72) — участник Великой Отечественной войны, Герой Советского Союза.
- 24 апреля — Сергей Гребченко (71) — капитан Советской Армии, участник Великой Отечественной войны, Герой Советского Союза.
- 24 апреля — Никита Михайловский (27) — советский актёр; лейкоз.
- 24 апреля — Степан Цупренков (68) — участник Великой Отечественной войны, Герой Советского Союза.
- 26 апреля — Инна Гофф (62) — русская советская писательница.
- 26 апреля — Борис Гущин (72) — Герой Советского Союза.
- 26 апреля — Александр Звягин (68) — майор Советской Армии, участник Великой Отечественной войны, Герой Советского Союза.
- 26 апреля — Лидия Обухова (68) — русская писательница.
- 27 апреля — Дора Ломова (89) — советский врач, участница партизанского движения во время Великой Отечественной войны.
- 27 апреля — Василий Яремчук (81) — Герой Советского Союза.
- 28 апреля — Михаил Корнишин (70) — советский учёный-механик.
- 30 апреля — Михаил Быков (68) — подполковник Советской Армии, участник Великой Отечественной войны, Герой Советского Союза.
- 30 апреля — Татул Крпеян (26) — Национальный Герой Армении, участник Карабахской войны.
- 30 апреля — Юозас Урбшис (95) — литовский дипломат, министр иностранных дел Литвы.
- 30 апреля — Яков Чупин (65) — Полный кавалер ордена Славы.

## Май
- 1 мая — Егор Василевский (69) — полковник Советской Армии, участник Великой Отечественной войны, Герой Советского Союза.
- 1 мая — Александр Меркушев (72) — участник Великой Отечественной войны, майор, Герой Советского Союза.
- 3 мая — Ежи Косинский (57) — американский писатель польско-еврейского происхождения; самоубийство.
- 3 мая — Роман Васильев (78) — советский государственный и партийный деятель, председатель СМ Якутской АССР (1953—1956).
- 4 мая — Казимерас Белюкас (89) — литовский географ, доктор географических наук.
- 4 мая — Борис Владомирский (70) — заслуженный артист БССР.
- 5 мая — Николай Федин (66) — Герой Советского Союза.
- 6 мая — Эммануил Готлиб — герой Советского Союза.
- 7 мая — Дора Вольперт (81) — советская театральная актриса.
- 7 мая — Гедиминас Карка (68) — советский актёр театра и кино.
- 9 мая — Яна Дягилева (24) — советская рок-певица, поэтесса, автор песен, участница групп «Гражданская оборона», «Великие Октябри» и др.
- 10 мая — Юозас Киселюс (41) — литовский актёр театра и кино.
- 10 мая — Михаил Уткин (68) — Полный кавалер Ордена Славы.
- 10 мая — Афанасий Мачнев (73) — участник Великой Отечественной войны, Герой Советского Союза.
- 10 мая — Александр Степанов (80) — участник Великой Отечественной войны, Герой Советского Союза.
- 12 мая — Василий Казимиров — участник Великой Отечественной войны, Герой Советского Союза.
- 12 мая — Карп Корячко (80) — капитан Советской Армии, участник Великой Отечественной войны, Герой Советского Союза.
- 12 мая — Вячеслав Мелков (79) — учёный-геолог, минералог, специалист по минералогии урана, лауреат премии имени А. Е. Ферсмана.
- 12 мая — Александр Помазунов (75) — Участник боёв на Халхин-Голе и Великой Отечественной войны. Герой Советского Союза.
- 13 мая — Иван Казаев (78) — Герой Советского Союза.
- 14 мая — Агехананда Бхарати (68) — австрийский и американский индолог и антрополог, специалист по тантризму и современному мистицизму.
- 15 мая — Артёмий Анцупов (78) — Полный кавалер ордена Славы.
- 18 мая — Таливалдис Аболиньш (59) — латышский актёр театра и кино.
- 18 мая — Виктория Чаликова (55) — советский философ, социолог, специалист по истории утопической мысли.
- 19 мая — Дмитрий Пестов (66) — Полный кавалер Ордена Славы.
- 20 мая — Здзислав Костшева (35) — польский футболист, играл на позиции вратаря; участник чемпионата мира 1978 года.
- 20 мая — Фёдор Красюченко — герой Советского Союза.
- 21 мая — Михаил Барг (76) — советский историк.
- 21 мая — Николай Мостовой (72) — герой Советского Союза.
- 21 мая — Игорь Нестеров (69) — герой Советского Союза.
- 21 мая — Раджив Ганди (46) — индийский политический деятель, премьер-министр Индии в 1984—1989; убийство.
- 24 мая — Юрий Пузырёв (65) — советский актёр театра и кино, заслуженный артист РСФСР.
- 24 мая — Иозас Удрас (66) — мастер спорта СССР по фехтованию, заслуженный тренер СССР, трехкратный чемпион СССР.
- 25 мая — Виктор Молозев (72) — Герой Советского Союза.
- 26 мая — Николай Харитонов (69) — Герой Советского Союза.
- 31 мая — Павел Веселков (76) — советский военный; один из полных кавалеров ордена Славы, награждённых четырьмя орденами Славы.

## Июнь
- 2 июня — Владимир Готт (78) — советский философ, доктор философских наук, заслуженный деятель науки РСФСР.
- 2 июня — Иван Лахин (76) — Герой Советского Союза.
- 3 июня — Даниил Шехтер (87) — молдавский советский писатель.
- 4 июня — Ефим Бойчук (72) — советский военачальник, маршал артиллерии, Герой Социалистического Труда.
- 4 июня — Александр Малышев (72) — Герой Социалистического Труда.
- 4 июня — Пармений Сидельников (67) — Герой Советского Союза.
- 5 июня — Дмитрий Голубев (84) — хирург; Герой Социалистического Труда.
- 5 июня — Семен Самодур (80) — советский актёр и режиссёр театра кукол.
- 6 июня — Григорий Кобленц (96) — советский военный деятель, один из руководителей ПВО страны.
- 7 июня — Николай Власихин (68) — Полный кавалер Ордена Славы.
- 8 июня — Хайди Брюль (49) — немецкая актриса и певица; рак молочной железы.
- 8 июня — Иван Хотенков — советский хозяйственный, государственный и политический деятель, Герой Социалистического Труда.
- 9 июня — Отто Рёсслер (84) — австрийский семитолог, африканист, сотрудник Аненербе, унтерштурмфюрер СС.
- 10 июня — Павел Козырев (72) — Герой Советского Союза.
- 10 июня — Иван Петрашев — Герой Советского Союза.
- 10 июня — Василий Покидько — Герой Советского Союза.
- 10 июня — Юрий Рыкачёв (81) — Герой Советского Союза.
- 11 июня — Фёдор Бендеберя (73) — старший лейтенант Советской Армии, участник Польского похода РККА, советско-финской войны, Великой Отечественной войны, Герой Советского Союза.
- 11 июня — Ян Вассерман (59) — русский советский поэт.
- 11 июня — Михаил Живолуп (81) — участник Великой Отечественной войны, Герой Советского Союза.
- 12 июня — Зоя Холщевникова (70) — советская конькобежка.
- 14 июня — Николай Грачёв (69) — советский хозяйственный, государственный и политический деятель, Герой Социалистического Труда.
- 14 июня — Михаил Зелёнкин (70) — майор Советской Армии, участник Великой Отечественной войны, Герой Советского Союза.
- 14 июня — Владимир Петров (84) — советский дипломат и разведчик, невозвращенец.
- 14 июня — Гавриил Прокофьев (84) — майор Советской Армии, участник Великой Отечественной войны, Герой Советского Союза.
- 15 июня — Артур Льюис (76) — британский экономист, лауреат Нобелевской премии (1979).
- 16 июня — Василий Атрощенко (84) — советский украинский химик-технолог.
- 16 июня — Михаил Макарычев (72) — участник Великой Отечественной войны, Герой Советского Союза.
- 18 июня — Юлийонас Степонавичюс (79) — литовский католический архиепископ.
- 18 июня — Юлиан Шульмейстер (74) — советский писатель, автор книг о Холокосте на Западной Украине.
- 19 июня — Александр Петербургский (86) — ученик и последователь Д. Н. Прянишникова.
- 20 июня — Леонид Кальян (74) — Герой Советского Союза.
- 20 июня — Юрий Костиков (61) — советский футболист, вратарь.
- 21 июня — Наум Гинзбург (81) — донецкий скульптор.
- 21 июня — Бейсен Онтаев (69) — Герой Советского Союза.
- 22 июня — Иван Захаров (67) — Герой Советского Союза.
- 24 июня — Ахмет Исхак (86) — татарский поэт.
- 25 июня — Алексей Фильчагин (68) — полный кавалер ордена Славы.
- 26 июня — Аркадий Адамов (70) — русский советский писатель, автор детективов.
- 26 июня — Галина Шевелёва (36) — советская певица.
- 27 июня — Александр Покидов (67) — Полный кавалер Ордена Славы.
- 28 июня — Фёдор Попков (72) — Герой Советского Союза.
- 29 июня — Анри Лефевр (90) — французский социолог и философ, теоретик неомарксизма.
- 30 июня — Михаил Ерёмин (23) — советский футболист, вратарь футбольного клуба ЦСКА.
- 30 июня — Тамара Ханум (85) — советская узбекская танцовщица, певица, балетмейстер. Народная артистка СССР.
- 30 июня — Плотникова, Марина Владимировна (17) — первая женщина, получившая звание Герой Российской Федерации

## Июль
- 1 июля — Альфред Айзенбайссер-Ферару (83) — румынский футболист и фигурист.
- 1 июля — Дмитрий Журавлёв (90) — советский актёр, народный артист СССР
- 4 июля — Илья Лимонов (66) — Герой Советского Союза.
- 4 июля — Савелий Оболдин (69) — Герой Советского Союза.
- 5 июля — Гусейн Алиев (80) — советский и азербайджанский художник-живописец, автор более 250 картин, старший брат третьего президента Азербайджана Гейдара Алиева.
- 5 июля — Валентина Ивашёва (75) — украинская советская актриса.
- 6 июля — Виктор Коровин (54) — русский советский живописец.
- 7 июля — Михаил Рудковский (55) — белорусский советский поэт и переводчик, член Союза писателей СССР.
- 8 июля — Василий Алисов (86) — Герой Советского Союза.
- 8 июля — Анатолий Андреев (79) — Участник Советско-финской и Великой Отечественной войн.
- 8 июля — Николай Гаркуша (76) — украинский советский общественно-политический и государственный деятель, первый министр мелиорации и водного хозяйства Украинской ССР.
- 8 июля — Виктор Шашков (68) — Герой Советского Союза.
- 9 июля — Фаина Квятковская (76) — польский и советский композитор, автор фокстрота «У самовара я и моя Маша».
- 9 июля — Михаил Навроцкий (71) — Герой Советского Союза.
- 9 июля — Пётр Попов (66) — Полный кавалер ордена Славы.
- 10 июля — Влас Жуков (70) — русский советский языковед.
- 10 июля — Семен Катаев (87) — советский учёный и изобретатель.
- 11 июля — Татьяна Вечеслова (81) — прима-балерина, балетный педагог.
- 12 июля — Ксаверас Кайрис (81) — советский политический деятель, министр мясной и молочной промышленности Литовской ССР (1957), член Бюро ЦК КП Литвы.
- 12 июля — Александр Коршунов (67) — белорусский советский литературовед, текстолог.
- 12 июля — Иван Петраков (66) — участник Великой Отечественной войны, артиллерист, полный кавалер ордена Славы.
- 12 июля — Сергей Северцев (66) — поэт, драматург, переводчик.
- 13 июля — Семен Калаев (85) — Полный кавалер Ордена Славы.
- 14 июля — Николай Агейкин (68) — участник Великой Отечественной войны, артиллерист, полный кавалер ордена Славы.
- 14 июля — Павел Морозенко (52) — советский актёр театра и кино, заслуженный артист Украинской ССР.
- 15 июля — Артур Бриггс (92) — афроамериканский джазовый трубач.
- 16 июля — Василий Осипов (73) — участник Великой Отечественной войны, Герой Советского Союза.
- 16 июля — Николай Хазов (77) — участник Великой Отечественной войны, Герой Советского Союза.
- 18 июля — Сергей Кондратенко (66) — Полный кавалер ордена Славы.
- 19 июля — Юрий Медведев (71) — советский актёр театра и кино, Народный артист РСФСР.
- 20 июля — Дживан Абрамян (30) — Национальный герой Армении.
- 20 июля — Алексей Консовский (79) — советский актёр театра и кино, Народный артист РСФСР.
- 22 июля — Александр Осипенко (81) — участник Великой Отечественной войны, Герой Советского Союза.
- 23 июля — Нора Галь (наст. имя Элеонора Яковлевна Гальперина, 79) — советская переводчица, литературный критик и теоретик перевода.
- 23 июля — Константин Шумский (83) — полковник Советской Армии, участник Великой Отечественной войны, Герой Советского Союза.
- 24 июля — Исаак Башевис-Зингер (87) — американо-еврейский писатель, лауреат Нобелевской премии по литературе 1978 года.
- 25 июля — Лазарь Каганович (97) — советский политический деятель.
- 25 июля — Григорий Нехай (76) — белорусский советский писатель.
- 25 июля — Игорь Шатров (73) — советский, российский кинооператор, кинорежиссёр, сценарист.
- 26 июля — Константин Петровский (84) — Герой Советского Союза.
- 27 июля — Виктор Башкиров (70) — Герой Советского Союза.
- 27 июля — Алексей Петушков (77) — Герой Советского Союза.
- 28 июля — Сергей Карпенко (95) — украинский советский актёр театра и кино.
- 28 июля — Пётр Масоха (86) — украинский советский театральный деятель и киноактёр.
- 29 июля — Иоанн (Маслов) (59) — священнослужитель Русской православной церкви, схиархимандрит, один из последних глинских старецев, духовный писатель.
- 29 июля — Александр Морозов — старший сержант Рабоче-крестьянской Красной Армии, участник Великой Отечественной войны, Герой Советского Союза, лишён звания.
- 30 июля — Дмитрий Бабиченко (90) — советский режиссёр-мультипликатор, классик рисованной анимации, сценарист, художник.
- 30 июля — Николай Маменков (80) — Полный кавалер Ордена Славы.
- 30 июля — Сергей Шервинский (98) — русский поэт, переводчик, писатель, искусствовед, автор книг для детей.
- 31 июля — Давид Саакян (69) — специалист в области машиностроения и механизации сельского хозяйства.

## Август
- 2 августа — Вера Строева (87) — советский кинорежиссёр и драматург.
- 2 августа — Валентин Соколов (75) — Герой Советского Союза.
- 2 августа — Борис Угаров (69) — советский художник-живописец, график, педагог.
- 2 августа — Владимир Чеботарёв (74) — Герой Советского Союза.
- 3 августа — Александр Синицын (77) — Герой Советского Союза.
- 4 августа — Николай Константинов (82) — участник Великой Отечественной войны, Герой Советского Союза.
- 4 августа — Андрей Крушанов (70) — советский историк, академик АН СССР.
- 5 августа — Акиф Аббас оглы Акперов (38) — азербайджанский полицейский, старший сержант, Национальный герой Азербайджана.
- 5 августа — Антон Галин (73) — Герой Социалистического Труда.
- 5 августа — Валерий Столбов — российский переводчик и литературовед-испанист.
- 5 августа — Соитиро Хонда (84) — основатель компании «Хонда», ныне Honda Motor Corporation.
- 6 августа — Шапур Бахтияр — иранский политик, последний премьер-министр режима Пехлеви; убит (род. в 1914 или 1915).
- 8 августа — Вальтер Земан (64) — австрийский футболист, вратарь.
- 8 августа — Джеймс Ирвин (61) — 30-й астронавт США, 55-й астронавт мира.
- 8 августа — Иван Кожедуб (71) — советский военный деятель, лётчик-ас времён Великой Отечественной войны, трижды Герой Советского Союза.
- 8 августа — Николай Поппе (94) — советский лингвист и этнограф.
- 8 августа — Николай Шариков (68) — Герой Советского Союза.
- 9 августа — Мефодий Волошин (68) — красноармеец Рабоче-крестьянской Красной Армии, участник Великой Отечественной войны, Герой Советского Союза.
- 9 августа — Рауль-Юрий Эрвье (82) — советский геолог.
- 10 августа — Фёдор Гуржий (81) — Герой Социалистического Труда.
- 12 августа — Хасан Гайсин (83) — участник Великой Отечественной войны, Герой Советского Союза.
- 15 августа — Степан Кеворков (88) — советский актёр, кинорежиссёр, народный артист СССР (1970).
- 15 августа — Василий Назаренко (82) — советский химик. Доктор химических наук.
- 17 августа — Александр Епанчин (77) — Герой Советского Союза.
- 17 августа — Анатолий Шевкунов (70) — Герой Советского Союза.
- 19 августа — Михаил Сергеев (67) — Герой Советского Союза.
- 20 августа — Кальман Кахана (81) — израильский раввин, политик и журналист.
- 21 августа — Дмитрий Комарь (22), Илья Кричевский (28), Владимир Усов (37) — трое погибших защитников «Белого дома» во время августовского путча 1991 года.
- 21 августа — Василий Морозов — Герой Советского Союза.
- 21 августа — Михаил Агурский (57 или 58) — советский диссидент, публицист, литературовед, учёный-кибернетик, историк, политолог, советолог, мемуарист, деятель сионизма; сердечный приступ.
- 21 августа — Надежда Кравцова (59) — Самый юный пионер-герой в СССР.
- 22 августа — Борис Пуго (54) — Министр внутренних дел СССР в 1990—1991 годах; самоубийство.
- 23 августа — Василий Мешков (82) — полковник Советской Армии, участник советско-финской и Великой Отечественной войны, Герой Советского Союза.
- 23 августа — Валентина Пуго (53) — жена министра Бориса Пуго.
- 24 августа — Сергей Ахромеев (68) — советский государственный и военный деятель, Герой Советского Союза (1982), маршал Советского Союза (1983); самоубийство.
- 24 августа — Омаргали Кудышев — ветеран советской и казахстанской журналистики, основатель нескольких общереспубликанских газет, участник Великой Отечественной войны.
- 24 августа — Николай Тябин (69) — советский учёный-полярник.
- 25 августа — Николай Зарудный (70) — украинский писатель, драматург, сценарист.
- 26 августа — Николай Кручина (63) — советский партийный деятель, управляющий делами ЦК КПСС с 1983; самоубийство.
- 27 августа — Пятрас Бабицкас (88) — литовский поэт, прозаик, публицист.
- 27 августа — Майк Науменко (36) — рок-музыкант.
- 31 августа — Евгений Воробьёв (80) — советский прозаик, публицист.
- 31 августа — Аркадий Касинцев (68) — Полный кавалер ордена Славы.

## Сентябрь
- 1 сентября — Пётр Митрофанов (76) — советский моряк, капитан дальнего плавания.
- 3 сентября — Павел Кощеев (78) — Герой Советского Союза.
- 3 сентября — Фрэнк Капра (94) — американский кинорежиссёр и продюсер итальянского происхождения, лауреат премии «Оскар» (1935, 1937, две премии в 1939).
- 4 сентября — Александр Якушко (71) — участник Великой Отечественной войны, полный кавалер ордена Славы.
- 5 сентября — Владимир Михайлов (71) — Герой Советского Союза.
- 5 сентября — Ефим Солодов (68) — Герой Советского Союза.
- 5 сентября — Авиард Фастовец (54) — советский лётчик-испытатель, Герой Советского Союза.
- 6 сентября — Татьяна Гагарина (50) — скульптор и поэт.
- 6 сентября — Николай Новоятлов (66) — участник Великой Отечественной войны. Полный кавалер Ордена Славы.
- 9 сентября — Алексей Пестерев (80) — участник Великой Отечественной войны, Герой Советского Союза.
- 10 сентября — Джек Кроуфорд (83) — австралийский теннисист.
- 10 сентября — Николай Романов (83) — советский актёр театра и кино.
- 11 сентября — Виктор Александрюк (68) — участник Великой Отечественной войны, Герой Советского Союза.
- 11 сентября — Александр Куц (79) — старшина Рабоче-крестьянской Красной Армии, участник Великой Отечественной войны, Герой Советского Союза.
- 12 сентября — Феликс Конарский (83) — польский поэт и артист.
- 12 сентября — Александр Краснушкин (72) — советский партийный и государственный деятель.
- 14 сентября — Павел Фролов (82) — Герой Советского Союза.
- 15 сентября — Николай Евстратов (78) — подполковник Советской Армии, участник советско-финской и Великой Отечественной войн, Герой Советского Союза.
- 15 сентября — Фёдор Зеленский (69) — Герой Советского Союза.
- 15 сентября — Чарльз Осгуд (74) — американский психолог, разработчик методики семантического дифференциала.
- 15 сентября — Сулхан Цинцадзе (66) — советский композитор, виолончелист, педагог.
- 17 сентября — Василий Сергеев (76) — Герой Советского Союза.
- 17 сентября — Фёдор Сушков (83) — Герой Советского Союза.
- 18 сентября — Василий Бекетов (67) — Герой Советского Союза.
- 18 сентября — Фёдор Жила (67) — подполковник Советской Армии, участник Великой Отечественной войны, Герой Советского Союза.
- 19 сентября — Исидор Француз (95) — советский архитектор и книжный график, один из авторов Мавзолея Ленина.
- 19 сентября — Эдуард Климашевский (64) — советский учёный в области физиологии растений, доктор биологических наук (1968), член-корреспондент ВАСХНИЛ (1975).
- 22 сентября — Израиль Берштейн — румынский и американский математик.
- 22 сентября — Семен Дризовский (71) — Герой Советского Союза.
- 24 сентября — Доктор Сьюз (87) — американский детский писатель и мультипликатор.
- 24 сентября — Роман Кучер (66) — советский физикохимик, академик АН УССР.
- 24 сентября — Всеволод Феодосьев (75) — советский учёный в области прочности конструкций и механики деформируемых систем.
- 25 сентября — Алексей Медведев (74) — первый ректор Куйбышевского государственного университета.
- 26 сентября — Георгий Марков (80) — русский советский писатель и общественной деятель, дважды Герой Социалистического Труда (1974, 1984).
- 27 сентября — Ричард Голднер (83) — австрийско-австралийский музыкант, альтист, педагог и изобретатель.
- 28 сентября — Фёдор Горбунов (77) — участник Великой Отечественной войны, Герой Советского Союза.
- 28 сентября — Майлз Дэвис (65) — американский джазовый трубач и бэнд-лидер, оказавший значительное влияние на развитие музыки XX века.
- 28 сентября — Иван Ледаков (66) — участник Великой Отечественной войны, Герой Советского Союза.
- 29 сентября — Юрий Векслер (51) — советский кинооператор и сценарист; инфаркт.
- 29 сентября — Владимир Кокушкин (71) — советский государственный и политический деятель, генерал-лейтенант.
- 29 сентября — Пётр Шатов (69) — участник Великой Отечественной войны, полный кавалер ордена Славы.
- 30 сентября — Эльза Маазик (83) — советская оперная певица.
- 30 сентября — Степан Одноворченко (77) — командир эскадрильи 448-го штурмового авиационного полка 281-й штурмовой авиационной дивизии 13-й воздушной армии Ленинградского фронта, майор.

## Октябрь
- 1 октября — Михаил Кияшко (78) — Герой Советского Союза.
- 2 октября — Гиа Надареишвили (70) — грузинский шахматный композитор.
- 2 октября — Василий Петрушевич (77) — Герой Советского Союза.
- 3 октября — Уильям Пенни (81) — английский физик, руководитель британской программы по созданию атомной бомбы.
- 5 октября — Гавриил Юдин (86) — советский дирижёр, педагог и композитор.
- 6 октября — Игорь Тальков (34) — советский российский поэт и эстрадный певец.
- 6 октября — Марк Шевелёв (86) — Герой Советского Союза.
- 7 октября — Василий Пеньков (87) — Полный кавалер Ордена Славы.
- 8 октября — Зоська Верас — белорусская поэтесса, писательница, художник и общественный деятель.
- 8 октября — Мария Зубреева (91) — русский советский художник, живописец, график.
- 8 октября — Леонид Киселевский (64) — советский физик. Академик АН БССР.
- 9 октября — Адам Атаман (71) — Герой Советского Союза.
- 9 октября — Иван Климов (88) — советский политический деятель, министр заготовок Белорусской ССР (1961).
- 10 октября — Далин, Якоб (39) — шведский шоумен, теле- и радиоведущий; СПИД.
- 10 октября — Леонид Миронов (76) — Герой Советского Союза.
- 11 октября — Лидия Сухаревская (82) — сценарист, актриса театра и кино, Народная артистка СССР (1990).
- 12 октября — Захан Ескендиров (72) — советский государственный и партийный деятель, председатель Исполнительного комитета Южно-Казахстанского областного Совета (1958—1962).
- 12 октября — Аркадий Стругацкий (66) — русский писатель-фантаст.
- 12 октября — Саид Алиев (74) — Герой Советского Союза.
- 13 октября — Виктор Сиротин (69) — Герой Советского Союза.
- 15 октября — Фёдор Зинченко (89) — советский военачальник, Герой Советского Союза, полковник.
- 17 октября — Георг Раух (87) — немецкий историк.
- 17 октября — Тихон Абрамов (90) — Герой Советского Союза.
- 19 октября — Иван Нагорный (66) — Полный кавалер ордена Славы.
- 21 октября — Александр Шевырёв (73) — Герой Советского Союза.
- 21 октября — Лев Чегоровский (77) — российский советский живописец и педагог, член Ленинградского Союза художников.
- 23 октября — Виктор Ковда (87) — выдающийся советский почвовед, член-корреспондент АН СССР.
- 24 октября — Сергей Долговец (80) — кавалер Ордена Славы.
- 26 октября — Рубен Агамирзян (68) — советский режиссёр, педагог, народный артист СССР (1983).
- 26 октября — Таира Таирова (77) — советский и азербайджанский государственный деятель и дипломат, министр иностранных дел Азербайджанской ССР (1959—1983).
- 27 октября — Иван Боборыкин (68) — Герой Советского Союза.
- 28 октября — Камчари Бжигаков (71) — Герой Советского Союза.
- 28 октября — Дмитрий Федичкин (88) — русский советский, российский и европейский разведчик.
- 28 октября — Сергей Фоменко (89) — советский военачальник, в годы Великой Отечественной войны командовал 36-й армией, участник советско-японской войны.
- 29 октября — Пётр Вашурин (79) — советский военачальник, генерал-лейтенант.
- 29 октября — Алексей Желтов (87) — советский военачальник, генерал-полковник (1944), Герой Советского Союза.
- 29 октября — Андрей Золкин (83) — красноармеец Рабоче-крестьянской Красной Армии, участник Великой Отечественной войны, Герой Советского Союза.
- 29 октября — Яков Щербаков (76) — Герой Советского Союза.

## Ноябрь
- 1 ноября — Симон Кремер (90) — советский военачальник, гвардии генерал-майор танковых войск, Герой Советского Союза.
- 2 ноября — Александр Последов (68) — Полный кавалер Орден Славы.
- 2 ноября — Александр Уголев (65) — российский ученый, специалист в области физиологии, вегетативных функций и их регуляции.
- 3 ноября — Мор Шуман (54) — англо-американский актёр, композитор, певец, выступавший на английском и французском языках; умер от последствий операции на печени.
- 4 ноября — Надежда Вельтер (92) — советская оперная певица.
- 4 ноября — Филипп Герасимов (69) — Герой Советского Союза.
- 5 ноября — Василий Куликов (68) — Герой Советского Союза.
- 5 ноября — Владимир Нестерук (91) — советский военный деятель, Генерал-лейтенант артиллерии.
- 6 ноября — Вениамин Александров (54) — советский хоккеист, Заслуженный мастер спорта СССР (1963).
- 6 ноября — Борис Арбузов (88) — советский химик-органик, академик Академии наук СССР.
- 6 ноября — Аким Гулько (87) — Герой Социалистического Труда.
- 7 ноября — Алексей Николаев (81) — Герой Советского Союза.
- 7 ноября — Том оф Финланд (Tom of Finland, 71) — финский художник, автор многочисленных гомоэротичных рисунков, сильно повлиявший на гей-культуру второй половины XX века.
- 8 ноября — Лука Водолага (71) — Герой Социалистического Труда.
- 9 ноября — Ив Монтан (70) — французский киноактёр и эстрадный певец итальянского происхождения.
- 9 ноября — Иван Рулёв (67) — Герой Советского Союза.
- 9 ноября — Михаил Фролов (75) — Герой Советского Союза.
- 10 ноября — Иван Орап (88) — украинский советский деятель.
- 10 ноября — Илья Тесленко (81) — Герой Советского Союза.
- 11 ноября — Михаил Куприянов (88) — русский советский художник—карикатурист, входивший в творческий коллектив художников, названный Кукрыниксы.
- 11 ноября — Сергей Ляхницкий (67) — советский российский актёр.
- 11 ноября — Владимир Прокофьев (70) — Герой Советского Союза.
- 11 ноября — Игнат Стариков (67) — Полный кавалер ордена Славы.
- 11 ноября — Юрий Чепига (73) — Герой Советского Союза.
- 12 ноября — Габриэле Тинти (59) — итальянский киноактёр.
- 13 ноября — Георгий Барсанов (83) — известный советский минералог.
- 13 ноября — Глеб Ванаг (69) — Герой Социалистического Труда.
- 14 ноября — Валентин Кирпичников (83) — советский биолог, генетик.
- 14 ноября — Иван Кузнецов — Герой Советского Союза.
- 14 ноября — Тони Ричардсон (63) — британский кинорежиссёр и продюсер, лауреат премии «Оскар» за 1964 год; СПИД.
- 14 ноября — Гожахмет Садвакасов (62) — академик, АН КазССР.
- 15 ноября — Виктор Грачёв (83) — Герой Советского Союза.
- 15 ноября — Александр Носов (71) — Герой Советского Союза.
- 16 ноября — Аполлинарий Незабитовский (73) — советский промышленный деятель.
- 17 ноября — Виктор Гура (66) — советский лингвист, писатель. Заслуженный деятель науки РСФСР. доктор филологических наук.
- 18 ноября — Густав Гусак (78) — последний президент социалистической Чехословакии, словак по национальности.
- 18 ноября — Михаил Клименко (85) — Герой Советского Союза.
- 18 ноября — Георгий Москаленко (73) — Герой Советского Союза.
- 18 ноября — Алексей Трёшников (77) — русский океанолог, географ, исследователь Арктики и Антарктики.
- 19 ноября — Адриан Квист (78) — австралийский теннисист.
- 19 ноября — Михаил Козлов (76) — Герой Советского Союза.
- 19 ноября — Леонид Оболенский (89) — актёр, кинорежиссёр, звукорежиссёр, художник-декоратор, педагог, журналист; Народный артист РСФСР (1991).
- 19 ноября — Федот Сучков (76) — русский советский писатель, скульптор, художник.
- 20 ноября — Исмет Гаибов (49) — генеральный прокурор Азербайджанской Республики.
- 20 ноября — Осман Мирзоев (54) — известный журналист, писатель и публицист.
- 20 ноября — Алы Мустафа оглы Мустафаев (39) — азербайджанский журналист, Национальный Герой Азербайджана.
- 21 ноября — Виктор Воробьёв (66) — полный кавалер ордена Славы.
- 21 ноября — Юлия Друнина (67) — русская советская поэтесса; самоубийство.
- 21 ноября — Иван Ерёмин (70) — Герой Советского Союза.
- 21 ноября — Николай Колябин (68) — Полный кавалер Ордена Славы.
- 22 ноября — Евгений Ивановский (73) — советский военачальник, Герой Советского Союза, генерал армии.
- 22 ноября — Владимир Ладыжец (67) — советский украинский поэт, прозаик, публицист, журналист и переводчик.
- 23 ноября — Николай Буранов (71) — русский советский живописец, член Ленинградского Союза художников.
- 23 ноября — Клаус Кински (65) — немецкий актёр театра и кино.
- 24 ноября — Фредди Меркьюри (англ. Freddie Mercury, 45) — английский рок-музыкант, лидер группы «Queen»; СПИД.
- 24 ноября — Алексей Макаренко (71) — Герой Советского Союза.
- 24 ноября — Василий Нечваль (68) — Герой Советского Союза.
- 24 ноября — Эрик Карр (41) — американский рок-музыкант, ударник группы «Kiss».
- 25 ноября — Николай Виноградов (76) — Герой Советского Союза.
- 28 ноября — Ефим Славский (93) — советский государственный и партийный деятель, трижды Герой Социалистического Труда.
- 29 ноября — Насирдин Исанов (48) — первый Премьер-министр Киргизии, академик Инженерной академии СССР.
- 30 ноября — Виктор Акимов (69) — Герой Советского Союза.

## Декабрь
- 1 декабря — Пэт О’Каллаган (86) — ирландский легкоатлет, метатель молота, двукратный чемпион летних Олимпийских игр.
- 1 декабря — Пётр Поченчук (37) — белорусский советский легкоатлет, серебряный призёр Олимпийских игр 1980 года в спортивной ходьбе на 20 км.
- 3 декабря — Степан Воротник (83) — майор Советской Армии, участник Великой Отечественной войны, Герой Советского Союза.
- 3 декабря — Семен Серых (76) — участник Великой Отечественной войны, Герой Советского Союза.
- 4 декабря — Борис Белянин (84) — советский учёный в области аэродинамики.
- 4 декабря — Василий Сидоренков (73) — участник Великой Отечественной войны, Герой Советского Союза.
- 6 декабря — Леонид Гульницкий (83) — советский учёный, доктор физико-математических наук (1951). Заслуженный деятель науки Казахской ССР.
- 6 декабря — Василий Радаев (84) — эрзянский народный поэт и писатель.
- 6 декабря — Василий Росляков (70) — русский советский писатель.
- 8 декабря — Валентина Конен (82) — советский музыковед, доктор искусствоведения.
- 9 декабря — Беренис Эббот (93) — американский фотограф.
- 9 декабря — Ольга Бондарева (54) — советский математик.
- 9 декабря — Владимир Графов (78) — участник Великой Отечественной войны, Герой Советского Союза.
- 10 декабря — Илья Янченко (86) — Полный кавалер ордена Славы.
- 11 декабря — Иван Емельянов (78) — специалист в области ядерной энергетики.
- 11 декабря — Иван Кузнецов (75) — участник Великой Отечественной войны, Герой Советского Союза.
- 11 декабря — Михаил Ларченко (77) — участник Великой Отечественной войны, Герой Советского Союза.
- 12 декабря — Александр Струев — советский государственный и партийный деятель.
- 13 декабря — Аркадий Гашинский (71) — советский актёр, народный артист СССР.
- 13 декабря — Андре Пьейр де Мандьярг (82) — французский поэт, прозаик, драматург, близкий к сюрреализму.
- 14 декабря — Валентин Алехин — спортивный функционер.
- 14 декабря — Геннадий Сизов (88) — советский государственный и партийный деятель.
- 15 декабря — Василий Зайцев (76) — снайпер 62-й армии Сталинградского фронта, Герой Советского Союза.
- 15 декабря — Михаил Харин (68) — советский разведчик, гвардии красноармеец, Герой Советского Союза.
- 17 декабря — Николай Бредихин (72) — Герой Советского Союза.
- 17 декабря — Михаил Теодорович (68) — Герой Советского Союза.
- 17 декабря — Борис Тихомолов (78) — Герой Советского Союза.
- 18 декабря — Александр Ковалёв (75) — украинский советский скульптор.
- 18 декабря — Борис Отаров (75) — московский художник-нонконформист.
- 20 декабря — Владимир Басинский (72) — Герой Советского Союза.
- 20 декабря — Владимир Мыльников (68) — Герой Советского Союза.
- 22 декабря — Александр Марченко (75) — Герой Советского Союза.
- 23 декабря — Фаиг Алыш оглы Агаев (22) — офицер полиции, Национальный герой Азербайджана.
- 23 декабря — Геннадий Жиздик (64) — советский футболист, футбольный тренер, начальник футбольной команды. Заслуженный тренер УССР.
- 23 декабря — Иван Олейник (69) — Полный кавалер ордена Славы.
- 24 декабря — Андрей Гергель (81) — полковник Советской Армии, участник Великой Отечественной войны, Герой Советского Союза.
- 24 декабря — Аркадий Кучер (80) — советский подводник, начальник Высшего военно-морского инженерного училища имени Ф. Э. Дзержинского, вице-адмирал.
- 24 декабря — Иван Фесин (87) — участник Великой Отечественной войны, Герой Советского Союза.
- 25 декабря — Готлиб Ронинсон (73) — советский актёр театра и кино, народный артист РСФСР; инсульт.
- 26 декабря — Реваз Инанишвили (66) — писатель-новеллист, киносценарист, эссеист.
- 26 декабря — Ксения Тепцова (69) — звеньевая Земетчинского свеклосовхоза Министерства пищевой промышленности СССР, Земетчинский район Пензенской области. Герой Социалистического Труда.
- 27 декабря — Баба Аннанов (57) — туркменский актёр, кинорежиссёр, сценарист, писатель.
- 27 декабря — Михаил Власов (71) — советский лингвист, декан филологического факультета.
- 27 декабря — Эрве Гибер (36) — французский писатель и журналист; СПИД.
- 27 декабря — Эйтан Ливни (72) — израильский политик и член кнессета от партии Ликуд. Сионист-ревизионист, один из командиров Иргуна.
- 27 декабря — Василий Петроченко (73) — Герой Советского Союза.
- 28 декабря — Кассандра Харрис (43) — австралийская и американская актриса; рак яичников.
- 29 декабря — Григорий Ивашкевич (72) — Герой Советского Союза.
- 29 декабря — Николай Ряпосов (82) — Герой Советского Союза.
- 30 декабря — Иван Евсевьев (81) — советский офицер, Герой Советского Союза, участвовал в Гражданской войне в Испании.
- 30 декабря — Михаил Зимин (61) — советский актёр, народный артист СССР.
- 31 декабря — Юрий Белов (61) — советский киноактёр.
- 31 декабря — Эльфрида Пакуль (79) — советская и латышская певица.